# Baddhu
Baddhu (en népalais : बांधु) est un comité de développement villageois du Népal situé dans le district de Bajura. Au recensement de 2011, il comptait 5 059 habitants.